# Ambarès-et-Lagrave
Ambarès-et-Lagrave là một xã trong tỉnh Gironde, thuộc vùng Nouvelle-Aquitaine của nước Pháp, có dân số là 11.206 người (thời điểm 1999).